# Hyposensibilisation
L'hyposensibilisation, ou désensibilisation ou immunothérapie allergénique (ITA), est un traitement médical qui vise à rééduquer le système immunitaire en administrant des doses croissantes d’allergènes afin d’induire une tolérance spécifique à long terme. La désensibilisation, découverte par Leonard Noon et John Freeman en 1911, est une alternative à d'autres traitements , mais le seul qui permette de traiter les allergies respiratoires (allergies aux pollens, aux acariens, aux poils de chat, etc.) en s’attaquant à la cause même de la maladie. En effet, l'ITA permet d'altérer le cours naturel de la maladie allergique et entraîne ainsi des rémissions de longue durée. Enfin, il est possible que l'ITA évite l'apparition de nouvelles sensibilisations, voire d'un asthme.
Le traitement se fait en augmentant graduellement les doses d'allergène (mithridatisation) pour permettre au système immunitaire de construire les anticorps correspondants (sous-classe IgG4). La dose de départ est souvent d'un facteur 1:10000.
Selon l’Académie Nationale de Médecine, la désensibilisation précoce des patients allergiques permet de modifier l’histoire naturelle de la maladie en limitant l’acquisition de nouvelles sensibilisations ou en réduisant chez les enfants atteints de rhinite allergique le risque de développement ultérieur d’un asthme.
Deux formes d’administration du traitement existent : la voie injectable, la plus ancienne, injections sous-cutanées faites en cabinet par un médecin toutes les 4 à 6 semaines, et la voie sublinguale, où l’on dispose, soi-même à domicile, quotidiennement, des gouttes sous la langue à jeun, selon la prescription de son allergologue. Plus pratique, et présentant un excellent rapport bénéfice/risque, la désensibilisation sublinguale est la voie majoritairement utilisée aujourd'hui, bien que moins efficace et plus chère. Depuis une quinzaine d’années, la voie sublinguale a connu un développement rapide, par la mise à disposition de traitements basés sur des extraits allergéniques administrés sous forme de gouttes et l'arrivée des premiers comprimés de désensibilisation au pollen de graminées avec AMM (autorisation de mise sur le marché).
L'utilisation de la désensibilisation chez les adultes pour certaines rhinites allergiques (pas plus de deux allergènes) fait partie d'un panel de préconisations émises par un consensus international (ARIA ou « Allergic Rhinitis and its Impact on Asthma ») sous l'égide de l'OMS.

## Immunothérapie sous-cutanée
L’immunothérapie sous-cutanée est la voie d'administration historique de l’immunothérapie, et consiste en injections d'extraits d'allergènes. L’immunothérapie sous-cutanée est réalisée sous observation médicale. Le protocole de l'immunothérapie sous-cutanée implique généralement une première phase d’injections hebdomadaires, suivie d’une phase d’injections mensuelle sur une période de 3-5 ans. Bien que l'efficacité de l'immunothérapie sous-cutanée ait été démontrée par plusieurs études, l'immunothérapie sous-cutanée entraîne le risque de réactions anaphylactiques systémiques. D'où la nécessité pour les injections d’être effectuées par un médecin et d'attendre une demi-heure avant de s'en aller.

## Immunothérapie sublinguale
L'immunothérapie sublinguale est à ce jour la forme préférée de l'immunothérapie pour les médecins et les patients : il s'agit de mettre des gouttes ou un comprimé d'extraits d'allergènes sous la langue. Il permet au corps de devenir tolérant à l'allergène. Le traitement est habituellement pris à la maison. L'immunothérapie sublinguale est actuellement commercialisée dans la plupart des pays européens et d'Amérique du Sud, ainsi qu'en Australie et en Asie. Dans certains pays d'Europe, les réglementations nationales autorisent la commercialisation de préparations personnalisées d’allergènes : « allergènes préparées spécialement pour un seul individu » (APSI). Aujourd'hui, l'immunothérapie sublinguale peut compter sur plus de 60 essais cliniques contrôlés qui prouvent son efficacité et son innocuité, menant à sa reconnaissance par les directives internationales comme une solution viable. Ses inconvénients sont une efficacité inférieure à la voie sous-cutanée et un coût plus élevé,.

## Histoire
À la fin du XIXe siècle et au début du XXe siècle, les maladies allergiques ont commencé à intéresser les autorités de santé comme un problème de santé publique émergent et la recherche scientifique aidée par les progrès des techniques biochimiques et le développement des théories moléculaires et pathogènes. Cependant, les nombreuses approches thérapeutiques restaient très peu scientifiques.
Les médecins britanniques Noon et Freeman, chercheurs à l'hôpital St. Mary de Londres, ont été les premiers chercheurs à tester l'immunothérapie allergénique au pollen sur une cohorte de patients. Noon et Freeman ont publié leurs résultats dans la revue The Lancet en 1911. S'appuyant sur les observations de ses prédécesseurs Bostock, Blackley et Dunbar, Noon a noté que les patients allergiques aux pollens « guérissent parfois » et que c'était sans doute parce qu'ils « ont pu développer une immunité active contre la toxine. »
Il émet l'hypothèse qu’en injectant l’allergène chez les patients atteints d’allergies aux pollens un état d'immunité pourrait être atteint.
L'immunothérapie allergénique est devenue une pratique médicale traditionnelle pour le traitement du rhume des foins dans les années 1930. Plus tard, les formulations sublinguales se sont avérées efficaces dans la réduction des symptômes de la rhinite allergique. L'immunothérapie sublinguale a également été reconnue pour avoir un meilleur profil de sécurité que l’immunothérapie sous-cutanée, car les effets secondaires locaux causés par l’immunothérapie sublinguale contrastent avec les événements systémiques possibles qui peuvent survenir avec l'immunothérapie sous-cutanée.

## Reconnaissance par les directives internationales
L'immunothérapie sublinguale a été reconnue dans l'une de ses applications (rhinite allergique) par les principales directives internationales. Dans un document publié par une société scientifique[Laquelle ?], l'efficacité et l'innocuité de l’immunothérapie par voie sublinguale sont reconnues.
En 2001, des directives scientifiques ont confirmé et étendu l'indication de l'immunothérapie sublinguale aux enfants. Les directives reconnaissent que l'immunothérapie sublinguale est plus sûre que l'immunothérapie sous-cutanée.
La World Allergy Organisation (WAO) a insisté en 2009 dans un Position Paper sur les avantages de l'immunothérapie allergénique en tant que classe.
En suivant les conseils des spécialistes de reconsidérer le rôle de l'immunothérapie allergénique, l'Agence européenne des médicaments a publié en 2009 de nouvelles recommandations concernant le développement clinique, la production et la qualité des produits d'immunothérapie en vue d'inscrire l'immunothérapie allergénique comme spécialité pharmaceutique.

## Mécanisme d'action thérapeutique
L'immunothérapie allergénique fonctionne sur les deux mécanismes impliqués par le système immunitaire dans les réactions allergiques. Par la modification durable du système immunitaire, il finit par rendre le corps plus tolérant aux allergènes.
L'immunothérapie allergénique rétablit l'équilibre entre les deux formes de réponse du système immunitaire (Th2/Th1) la promotion de la réponse Th1 puisque la réponse Th2 est dominante chez les personnes allergiques. L’augmentation de la sécrétion d'une cytokine (IL-10) produite par certaines cellules (lymphocytes T) est également observée.

## Protocoles

### Immunothérapie sous-cutanée
Prescrit par un spécialiste des allergies, les injections d'allergènes sont administrées dans un environnement contrôlé médicalement et suivies par une période d'observation de 30 minutes. Ces injections indolores sont administrées pour voie sous-cutanée (sous la peau) sur le bras entre le coude et l'épaule. Les injections d'allergènes sont d’abord à très faibles doses. La dose est augmentée progressivement de façon régulière (en général de façon hebdomadaire), jusqu'à ce que la dose d’entretien soit atteinte. Une fois la dose d'entretien atteinte, les injections sont administrées moins fréquemment (toutes les deux à quatre semaines), toujours de façon régulière. Après 3 ans ou 3 saisons (si c’est une allergie saisonnière) d’immunothérapie allergénique, on peut s'attendre à une protection à long terme.

### Immunothérapie sublinguale
L'immunothérapie sublinguale implique d’avaler un extrait d’allergène, en mettant des gouttes ou un comprimé d'extrait d'allergène sous la langue. Bien que moins efficace et plus chère,, l'immunothérapie par voie sublinguale est connue pour avoir un meilleur profil de sécurité que l'immunothérapie sous-cutanée[réf. nécessaire] et l'un des avantages importants de l'immunothérapie sublinguale est également que le patient peut prendre le traitement à domicile.

## Antigènes concernés
Ce sont essentiellement ceux provoquant la rhinite allergique (« rhume des foins ») et ceux issus des piqûres d'insectes.
L'immunothérapie pourrait être proposée en cas de certaines allergies alimentaires dont le lait de vache ou les œufs. La désensibilisation aux arachides semble être une voie prometteuse.